# Подгайцы (Ровненская область)
Подгайцы (укр. Підгайці) — село в Млиновской поселковой общине Дубенского района Ровненской области Украины.
До 2020 года входило в Млиновский район.
Население по данным за 2023 год составляло 713 человека. Почтовый индекс — 35154. Телефонный код — 3659. Код КОАТУУ — 5623887101.